# Festival Internacional de Cine de San Sebastián 1989
La 37.ª edición del Festival Internacional de Cine de San Sebastián se celebró entre el 15 y el 23 de septiembre de 1989. El Festival se consolidó en la máxima categoría A (festival competitivo no especializado) de la FIAPF. 

## Desarrollo
Se inauguró el festival el 15 de septiembre de 1989 por el lehendakari Ardanza y el ministro de cultura Jorge Semprún, con la presencia de Libertad Lamarque y fue proyectada fuera de concurso Gran bola de fuego de Jim McBride El día 16 se proyectaron Homer and Eddie y Đavolji raj - ono ljeto bijelih ruža en la sección oficial, y Talk Radio de las Zabaltegi. Visitó el festival Bette Davis, galardonada con el premio Donostia y de la que se ofreció también una retrospectiva con películas como Jezabel (Jezebel, 1938), Amarga victoria (Dark Victory, 1939), la carta (The Letter, 1940), La loba (The Little Foxes, 1941) Eva al desnudo / Hablemos de Eva / La malvada (All About Eve, 1950), y Cálmate, dulce Carlota / Canción de cuna para un cadáver (Hush… Hush, Sweet Charlotte, 1964). Esta sería la última aparición pública de Davis antes de su muerte quince días más tarde. El día 17 de proyectaron Si te dicen que caí y Ledi Makbet Mtsenskogo uiezda, y fuera de concurso Batman. El día 18 se exhibieron The Abyss y Konsul, al mismo tiempo que visitaba el festival Rafael Alberti para ver la retrospectiva Homenaje a los exiliados donde se proyectaba La dama duende de Luis Saslavsky, de la que fue guionista. El día 19 se mostraron Il maestro y Papeles secundarios. También se organizó una exposición sobre el 50.º aniversario del estreno de La diligencia, que tuvo el honor con la presencia de Claire Trevor, una de las protagonistas.
El día 20 se proyectaron las películas realizadas en el País Vasco: Udazkeneko euria de José Ángel Rebolledo, Eskorpion de Ernesto Tellería y El mar es azul, de Juan Ortuoste (Zabaltegi), de la sección oficial Eversmile, New Jersey y Ke arteko egunak, y de Zabaltegi La leyenda del cura de Bargota de Pedro Olea. Se hicieron proyecciones en la pantalla gigante del Velódromo de Anoeta en sistema Magnapax. El día 21 se proyectaron True Love y 'Samsara y el 22 Street of No Return, El mar y el tiempo y Túsztörténet. El día 23 se proyectaron La nación clandestina y Queen of Hearts y se entregaron los premios, no sin polémica. Diego Galán dimitió como director del Festival.

## Jurados
Jurado de la Sección Oficial
- Ingrid Caven
- Felipe Cazals
- Ildikó Enyedi
- Luis García Berlanga
- Shohei Imamura
- Otar Iosseliani
- Daniel Schmid

## Películas

### Sección Oficial
Las 14 películas siguientes compitieron para el premio de la Concha de Oro a la mejor película:
| Título en España              | Título original                      | Director(es)            | País        |
| ----------------------------- | ------------------------------------ | ----------------------- | ----------- |
| El mar y el tiempo            | El mar y el tiempo                   | Fernando Fernán-Gómez   | España      |
| Sonrisas de New Jersey        | Eversmile, New Jersey                | Carlos Sorín            | Reino Unido |
| Homer and Eddie               | Homer and Eddie                      | Andrei Konchalovsky     | EE. UU.     |
| Il maestro                    | Il maestro                           | Marion Hänsel           | Bélgica     |
| Días de humo                  | Ke arteko egunak                     | Antxon Ezeiza           | España      |
| Konsul                        | Konsul                               | Mirosław Bork           | Polonia     |
| La nación clandestina         | La nación clandestina                | Jorge Sanjinés          | Bolivia     |
| Ledi Makbet Mtsenskogo uiezda | Ledi Makbet Mtsenskogo uiezda        | Roman Balayan           | Polonia     |
| Papeles secundarios           | Papeles secundarios                  | Guillermo Orlando Rojas | Cuba        |
| Samsara                       | Samsara                              | Huang Jianxin           | China       |
| Si te dicen que caí           | Si te dicen que caí                  | Vicente Aranda          | España      |
| That Summer of White Roses    | Đavolji raj - ono ljeto bijelih ruža | Rajko Grlić             | Yugoslavia  |
| True Love                     | True Love                            | Nancy Savoca            | EE.UU.      |
| Historia de rehenes           | Túsztörténet                         | Gyula Gazdag            | Hungría     |

### Fuera de competición
Las películas siguientes fueron seleccionadas para ser exhibidas fuera de competición: 
| Título en España   | Título original      | Director(es)  | País        |
| ------------------ | -------------------- | ------------- | ----------- |
| Batman             | Batman               | Tim Burton    | EE.UU.      |
| Gran bola de fuego | Great Balls of Fire! | Jim McBride   | EE.UU.      |
| La luna negra      | La luna negra        | Imanol Uribe  | España      |
| Reina de corazones | Queen of Hearts      | Jon Amiel     | Reino Unido |
| Calle sin retorno  | Street of No Return  | Samuel Fuller | Francia     |
| The Abyss          | The Abyss            | James Cameron | EE.UU.      |

### Otras secciones oficiales

#### Zabaltegi[17]
| Título en España               | Título original                | Director(es)        | País           |
| ------------------------------ | ------------------------------ | ------------------- | -------------- |
| Amori in corso                 | Amori in corso                 | Giuseppe Bertolucci | Italia         |
| Mi siglo XX                    | Az én XX. századom             | Ildikó Enyedi       | Hungría        |
| Haz lo que debas               | Do the Right Thing             | Spike Lee           | EE.UU.         |
| Dotyky                         | Dotyky                         | Vladimír Drha       | Checoslovaquia |
| Et la lumière fut              | Et la lumière fut              | Otar Iosseliani     | Italia         |
| Fallada: letztes Kapitel       | Fallada: letztes Kapitel       | Roland Gräf         | RDA            |
| Fuerza mayor                   | Force majeure                  | Pierre Jolivet      | Francia        |
| Cielo e infierno               | Himmel og Helvede              | Morten Arnfred      | Dinamarca      |
| Lluvia negra                   | Kuroi ame                      | Shohei Imamura      | Japón          |
| La leyenda del cura de Bargota | La leyenda del cura de Bargota | Pedro Olea          | España         |
| Looking for Langston           | Looking for Langston           | Isaac Julien        | Reino Unido    |
| Permiso para pensar            | Permiso para pensar            | Eduardo Meilij      | Argentina      |
| Lucky Seven 2                  | Qī xiǎo fú                     | Alex Law            | Taiwán         |
| Route One/USA                  | Route One/USA                  | Robert Kramer       | EE.UU.         |
| Hablando con la muerte         | Talk Radio                     | Oliver Stone        | EE.UU.         |
| Trilogía de Nueva York         | Torch Song Trilogy             | Paul Bogart         | EE.UU.         |

### Zabaltegi-Nuevos realizadores[18]
| Título en España                                | Título original                                 | Director(es)                                                 | País         |
| ----------------------------------------------- | ----------------------------------------------- | ------------------------------------------------------------ | ------------ |
| A wopbopaloobop A lopbamboom                    | A wopbopaloobop A lopbamboom                    | Andy Bausch                                                  | Países Bajos |
| Esh Tzolevet                                    | Esh Tzolevet                                    | Gideon Ganani                                                | Israel       |
| Der Einzug des Rokoko ins Inselreich der Huzzis | Der Einzug des Rokoko ins Inselreich der Huzzis | Andreas Otto Karner, Mara Mattuschka y Hans Werner Poschauko | RFA          |
| Die toten Fische                                | Die toten Fische                                | Michael Synek                                                | Austria      |
| El mar es azul                                  | El mar es azul                                  | Juan Ortuoste                                                | España       |
| El mejor de los tiempos                         | El mejor de los tiempos                         | Felipe Vega                                                  | España       |
| Faca de Dois Gumes                              | Faca de Dois Gumes                              | Murilo Salles                                                | Brasil       |
| Hab' ich nur deine Liebe                        | Hab' ich nur deine Liebe                        | Peter Kern                                                   | RFA          |
| Fontan                                          | Fontan                                          | Youri Mamine                                                 | URSS         |
| La fine della notte                             | La fine della notte                             | Davide Ferrario                                              | Italia       |
| RobbyKallePaul                                  | RobbyKallePaul                                  | Dani Levy                                                    | RFA          |
| Historias de la acera                           | Sidewalk Stories                                | Charles Lane                                                 | EE.UU.       |
| Überall ist es besser, wo wir nicht sind        | Überall ist es besser, wo wir nicht sind        | Michael Klier                                                | RFA          |

#### Retrospectivas
Las retrospectivas de este año son dedicadas al director británico James Whale, al polaco Krzysztof Kieślowski y al espacio Grandes melodramas de América Latina (24 películas protagonizadas por Libertad Lamarque, María Félix, Silvia Pinal, Dolores del Río, Katy Jurado y Sara Montiel.

## Palmarés

### Premios oficiales
Ganadores de la Sección Oficial del 38.º Festival Internacional de Cine de San Sebastián de 1989:
- Concha de Oro: 
  - Homer and Eddie de Andrei Konchalovsky
  - La nación clandestina de Jorge Sanjinés
- Premio Especial del Jurado: El mar y el tiempo de Fernando Fernán-Gómez
- Concha de Plata al mejor Director: Mirosław Bork por Konsul
- Concha de Plata a la mejor Actriz: Mirjana Joković por Sonrisas de New Jersey
- Concha de Plata al mejor Actor: Attila Berencsi por Túsztörténet
- Premio San Sebastián: 
  - Días de humo de Antxon Ezeiza
  - True Love de Nancy Savoca
- Premio Banco de Vitoria a los Nuevos Realizadores (45.000 dólares): 
  - A wopbopaloobop A lopbamboom de Andy Bausch
  - El mejor de los tiempos de Felipe Vega
- Premio FIPRESCI: Sonrisas de New Jersey de Carlos Sorín
- Premio OCIC: Desert. Mención especial a Krzysztof Kieślowski
- Premio del Ateneo Guipuzcoano: Il maestro de Marion Hänsel
- Premio de la Juventud: True Love de Nancy Savoca
- Premio Don Quijote: Historias de la acera de Charles Lane
- Premio Donostia: Bette Davis